# Beppu-Bucht
Die Beppu-Bucht (jap. 別府湾, Beppu-wan), früher nach ihrer an eine blühende Lotosblume erinnernde Form auch Kantan-Bucht (菡萏湾, Kantan-wan, dt. „Lotosbucht“) genannt, ist eine Bucht der Seto-Inlandsee im Osten der japanischen Insel Kyūshū.
Die Beppu-Bucht trennt die Kunisaki-Halbinsel im Norden von der Saganoseki-Halbinsel im Süden. Östlich der Bucht schließt sich die Meeresregion Iyo-nada der Seto-Inlandsee an. Die 475 km² große Bucht hat eine mittlere Wassertiefe von 36 m und misst an ihrer tiefsten Stelle 70 m. Im Nordwesten der Bucht liegt die Morie-Bucht (守江湾, Morie-wan; 33° 24′ 24″ N, 131° 39′ 23″ O), auch Kitsuki-Bucht (杵築湾, Kitsuki-wan) genannt. Wichtige Zuflüsse sind u. a. die beiden Flüsse 1. Ordnung Ōno und Ōita, die im Süden der Bucht münden.
Geologisch wird vermutet, dass die Bucht ein U-förmiger Grabenbruch oder eine Caldera ist.
Entlang der Bucht erstrecken sich entgegen dem Uhrzeigersinn die Gemeinden Kitsuki, Hiji, Beppu und Ōita der Präfektur Ōita.

## Uryū-jima
Historischen Quellen nach befand sich im südlichen Teil der Bucht etwa 500 m vor Ōita die Insel Uryū-jima (瓜生島) mit einem Umfang von 12 km. Diese soll beim Erdbeben vom 4. September 1596 in der Bucht von einem 4 m hohen Tsunami überflutet und schließlich untergegangen sein. Jedoch haben topographische Untersuchungen des Meeresbodens bisher keine Anhaltspunkte für ihre Existenz geliefert.